# Schwarzhorn (Flüelapass)
Schwarzhorn är ett berg i Schweiz.   Det ligger i regionen Prättigau/Davos och kantonen Graubünden, i den östra delen av landet, 190 km öster om huvudstaden Bern. Toppen på Schwarzhorn är 3 146 meter över havet, eller 877 meter över den omgivande terrängen. Bredden vid basen är 14,7 km.
Terrängen runt Schwarzhorn är bergig åt nordväst, men åt sydost är den kuperad. Närmaste större samhälle är Davos, 11,0 km nordväst om Schwarzhorn. 
Trakten runt Schwarzhorn består i huvudsak av gräsmarker. Runt Schwarzhorn är det mycket glesbefolkat, med 4 invånare per kvadratkilometer.